# SideKick (Software)
Sidekick war ein Personal Information Manager (PIM), den die US-amerikanische Firma Borland im Jahr 1984 unter der Leitung von Philippe Kahn veröffentlichte. Sidekick lief zunächst im Textmodus auf IBM PC unter MS-DOS als eines der ersten und populärsten „Terminate and Stay Resident“-Programme. Es erlaubte somit schon vergleichsweise früh eine einfache Form von Multitasking, indem es nach dem Starten im Hintergrund unauffällig weiterlief und mit Hilfe eines Hotkeys aufgerufen werden konnte, während andere Programme gestartet waren. Obwohl Sidekick im Textmodus lief, nahm es einige Elemente graphischer Benutzeroberflächen auf, ähnlich denen des Apple Macintosh und später auch Microsoft Windows.
Sidekick bestand aus verschiedenen kleinen Programmen:
- Persönlicher Kalender
- Text-Editor mit WordStar-ähnlicher Kommandostruktur
- Taschenrechner
- ASCII-Zeichentabelle
- Adressbuch
- Dialer zum Wählen von Telefonnummern

Der Hersteller Borland veröffentlichte eine Verkaufszahl von einer Million Kopien in den ersten drei Jahren. Spätere Varianten von Sidekick liefen unter Microsoft Windows, OS/2 sowie auf dem Apple Macintosh.